# Wysokie Mazowieckie
Wysokie Mazowieckie là một thị trấn thuộc huyện Wysokomazowiecki, tỉnh Podlaskie ở đông-bắc Ba Lan. Thị trấn có diện tích 15 km². Đến ngày 1 tháng 1 năm 2011, dân số của thị trấn là 9333 người và mật độ 612 người/km².